# Pachydissus leonardi
Pachydissus leonardi es una especie de escarabajo longicornio del género Pachydissus, tribu Cerambycini, subfamilia Cerambycinae. Fue descrita científicamente por Bouyer en 2018.

## Descripción
Mide 25-34 milímetros de longitud.

## Distribución
Se distribuye por Costa de Marfil, Ghana y Guinea.